# 220 Volt (groupe)
220 Volt est un groupe suédois de heavy metal, originaire d'Östersund, Jämtland. 220 Volt est formé en 1979 à Östersund par les guitaristes Thomas Drevin et Mats Karlsson, lors d'une partie de mini-golf. Le groupe commence à jouer à l'international en 1980, et gagne significativement en popularité jusqu'en 1985. Le groupe se sépare en 1992, mais revient officiellement, dix ans après, en 2002.

## Biographie
220 Volt est formé en avril 1979 à Östersund par les guitaristes Thomas Drevin et Mats Karlsson, lors d'une partie de mini-golf,. Le groupe commence à jouer à l'international en 1980, entre en studio d'enregistrement pour la première fois en 1982, et finit par jouer sur scène avec Heavy Load. En 1982, ils enregistrent sept démos. Les résultats sont positifs, et en septembre, Kjell Björk de Guntans Records approuve les chansons Sauron, Prisoner of War, White Powder, In The Night et Stand By For Action. Deux chansons seront publiées en 45t (Prisoner of War b/w Sauron) en novembre.
Le premier album studio du groupe, 220 Volts, est publié en 1983 par le label CBS Record, et est produit par Thomas Witt ; il compte 10 000 exemplaires vendus rien qu'en Suède. Avant ça, le chanteur Christer Åsell quitte le groupe pour rejoindre Empire puis Inzight. Il est finalement remplacé par Jocke Lundholm. Le groupe se popularise significativement jusqu'en 1985, date durant laquelle tous les membres, à l'exception de Peter Olander, doivent effectuer leur service militaire. Le groupe revient ensuite en 1987 jusqu'en 1990 où il emprunte le nom de Voltergeist, et se sépare ensuite en 1992. Après leur séparation, Me, Mats et Peter forment un projet musical appelé SolarMoon, et réalisent un premier album qui ne sera jamais publié.
La publication de l'album Lethal Illusion en 1997 annonce la réunion de 220 Volt qui s'effectue officiellement en 2002, « pour le fun », selon les dires de Thomas,. En février 2002, le groupe est annoncé pour le Sweden Rock Festival, prévu pour le vendredi 7 juin, et le samedi 8 juin à Slvesborg. Le groupe devient inactif entre 2005 et 2008,. En 2009, le groupe se reforme occasionnellement et, pendant ce temps, enregistre le single Heavy Christmas pour célébrer sa 25e année d'existence avec le chanteur Jocke Lundholm.
En janvier 2013, le groupe annonce son retour en studio pour un nouvel album. En février 2013, 220 Volt annonce l'arrivée du chanteur Anders Engberg. Karlsson explique dans un communiqué : « 2013 sera bénéfique pour nous. » À cette même période, le groupe compare ses nouvelles chansons à du « hard rock/metal classique — un peu plus agressif qu'avant mais toujours mélodique. » Le 19 décembre 2013, le groupe entre en studio pour l'enregistrement d'un nouvel album, dont le titre est inconnu, mais dont la sortie est prévue pour le 19 mai 2014. En mars 2014, leur album est en phase de mixage, et reporté à août 2014.
220 Volt publie finalement son nouvel album, intitulé Walking In Starlight, le 15 octobre 2014 chez AOR Heaven. En janvier 2015, le groupe publie la vidéo de Through the Wastelands, deuxième single issu de leur nouvel album Walking In Starlight.
Début août 2016, ils publient la vidéo de It’s Nice to Be a King.

## Membres

### Membres actuels
- Thomas Drevin – guitare (1979-1984, depuis 2002)[1]
- Mats Karlsson – guitare (1979-1990, depuis 2002)[1]
- Peter Hermansson – batterie (1982-1990, 2002-2008, depuis 2013)[1]
- Mats « Vasse » Vassfjord – basse (depuis 2016)[1]

### Anciens membres
- Tommy Hellström – basse (1979-1980)[1]
- Pelle Hansson – batterie (1979-1982)[1]
- Christer « Frille Åsell » Nääs – chant (1979-1983, 2002-2008)[1]
- Mike « Larsson » Krusenberg – basse (1980-1992, 2002-2013)[1]
- Jocke Lundholm – chant (1983-1990)[1]
- Peter Olander – guitare (1984-1992)[1]
- Per Englund – chant(1990-1992)[1]
- Anders Engberg – chant (2013-2015)[1]

### Membres de session
- Robin Eriksson – chant (depuis 2015)[1]
- Björn Höglund – batterie (2002)[1]
- Peter Hallgren – basse (2014-2016)[1]

## Discographie

### Albums studio
- 1983 : 220 Volt
- 1984 : Powergames
- 1985 : Mind Over Muscle
- 1985 : Electric Messengers (compilation)
- 1987 : Young and Wild
- 1988 : Eye to Eye
- 1997 : Lethal Illusion
- 2002 : Volume 1
- 2005 : Made In Jamtland (album live)
- 2009 : Heavy Christmas - Revisited
- 2014 : Walking In Starlight

### Démos
- 1982 : Demo #1
- 1982 : Demo #2

### Singles
- 1982 : Prisoner of War
- 1983 : Nightwinds
- 1984 : Heavy Christmas
- 1985 : It's Nice to Be a King
- 1985 : High Heels
- 1987 : Lorraine
- 1987 : Young and Wild
- 1988 : Beat of a Heart
- 1988 : Love Is All You Need
- 1989 : Still in Love
- 2009 : Heavy Christmas